# دارون هیلیارد

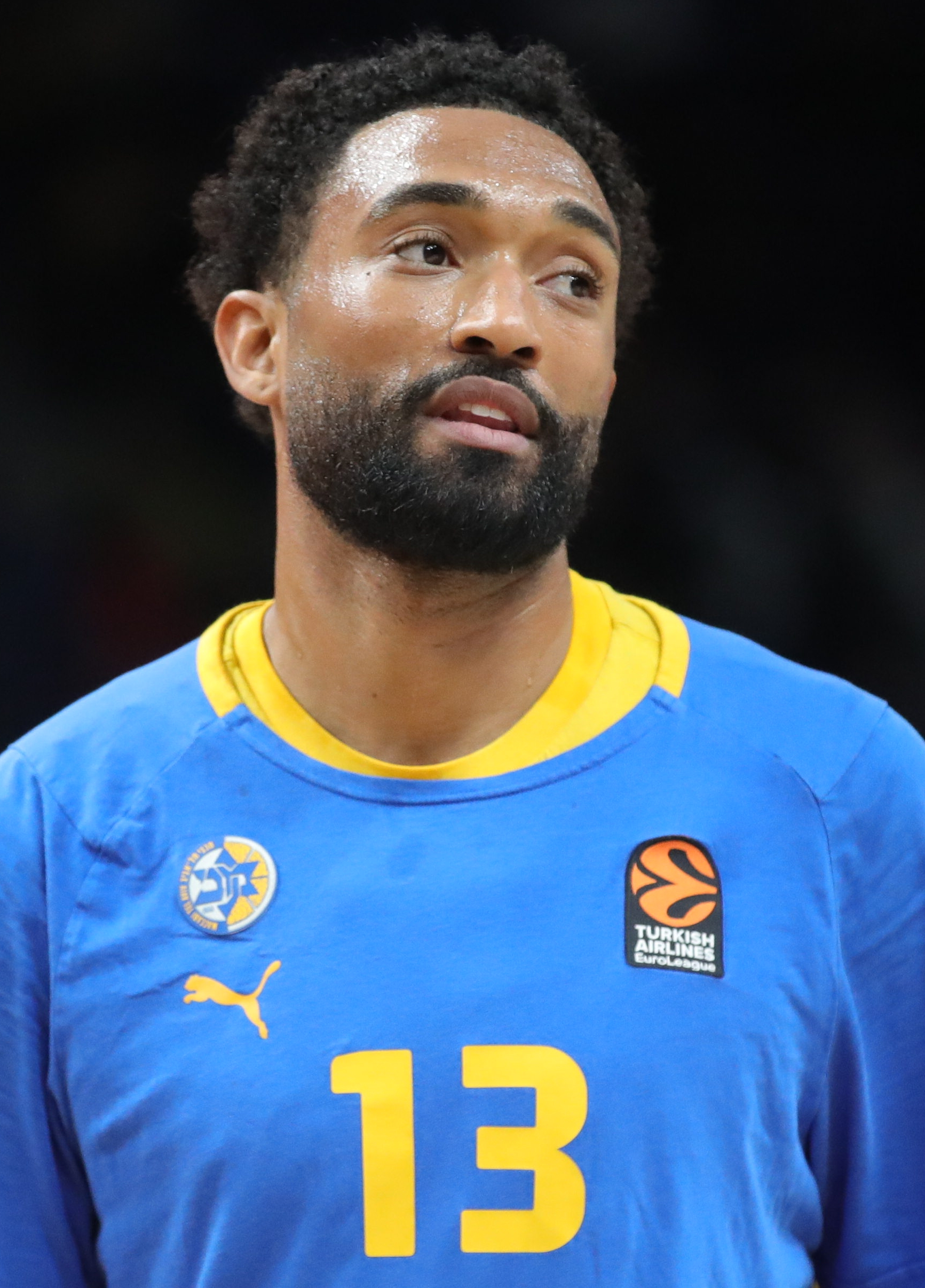
دارون هیلیارد - ۲۰۲۲

دارون هیلیارد (انگلیسی: Darrun Hilliard؛ زادهٔ ۱۳ آوریل ۱۹۹۳) یک بازیکن بسکتبال اهل ایالات متحده آمریکا است.
از باشگاه‌هایی که در آن بازی کرده‌است می‌توان به دیترویت پیستونز اشاره کرد.